# Općinska nogometna liga Slavonska Požega
Općinska nogometna liga Slavonska Požega je bila nižerazredno nogometno natjecanje u SFRJ. U sezonama od 1961./62. do 1970./71. se zvala Podsavezna nogometna liga, a nakon osamostaljenja Republike Hrvatske većina klubova je prešla u novoosnovanu 1. ŽNL Požeško-slavonsku.

## Podsavezna nogometna liga
Prvo službeno organizirani nogometno natjecanje je na području požeštine započelo 19.3.1961. godine osnivanjem Kotarske nogometne lige koja je bila podijeljena na općinske grupe i služila je kao prednatjecanje budućoj Podsaveznoj nogometnoj ligi. Konačno, u jesen 1961. godine je krenula prva sezona Podsavezne nogometne lige koja je okupljala deset momčadi: NK Slavija Pleternica,NK Kamen Jakšić, NK Zvijezda Kaptol, NK Sloga Trenkovo, NK Slavonac Ramanovci, NK Dinamo Kutjevo, NK Zvečevo Slavonska Požega, NK Omladinac Sulkovci, NK Zmaj Tominovac, NK Slaven Gradac.  Prvak Podsavezne lige je igrao kvalifikacije za Slavonsku nogometnu zonu, a od 1968. do 1970. prvak je izravno ulazio u Međupodsaveznu nogometnu ligu (N. Gradiška – Sl. Požega), u niži rang je ispadala posljednjeplasirana ekipa.   

## Prvaci podsavezne nogometne lige 1961./62. – 1970./71.
| Sezona    | Prvak                       |
| --------- | --------------------------- |
| 1961./62. | NK Slavija Pleternica       |
| 1962./63. | NK Zvijezda Kaptol          |
| 1963./64. | NK Slavija Pleternica       |
| 1964./65. | NK Partizan Jakšić          |
| 1965./66. | NK Slavija Pleternica       |
| 1966./67. | NK Zvečevo Slavonska Požega |
| 1967./68. | NK Dinamo Kutjevo           |
| 1968./69. | ŠNK Papuk Velika            |
| 1969./70. | NK Partizan Jakšić          |

Konačne tablice za sezone 1963./64., 1966./67. nisu kompletne.

## Liga saveza područja Slavonska Požega / Općinska nogometna liga
Liga saveza područja Slavonska Požega je predstavljala pretposljednji ranga nogometnog natjecanja u SFRJ i slijednik je Podsavezne nogometne lige, a niži rang se zvao Općinska nogometna liga. Od 1977. liga se naziva Općinskom, a dotadašnja Općinska, koja je bila rang niža, mijenja naziv u Razredna liga. Okupljala je klubove s područja tadašnje Općine Slavonska Požega, a danas to područje zauzimaju gradovi Požega, Pleternica, Kutjevo te općine Velika, Jakšić, Kaptol, Brestovac i Čaglin. Prvak lige je do sezone 1982./83. igrao kvalifikacije za Slavonsku nogometnu zonu, a od te sezone pa sve do raspada SFRJ prvak je izravno ulazio u Međuopćinsku nogometnu ligu – Jug (S. Brod – B. Brod – N. Gradiška – Sl. Požega), u niži rang odnosno Općinsku ligu(nakon 1977. Razrednu ligu) je ispadala posljednjeplasirana ekipa. Po osnutku Republike Hrvatske dolazi do reorganizacije nogometnih natjecanja i klubovi iz Požeštine se zajedno s klubovima s pakračko-lipičkog i našičkog područja priključuju novoosnovanoj 1. ŽNL Požeško-slavonskoj.

## Prvaci lige saveza područja Slavonska Požega / Općinske nogometne lige 1970./71. – 1990./91.
| Sezona    | Prvak                         |
| --------- | ----------------------------- |
| 1970./71. | NK PPK Kutjevo                |
| 1971./72. | NK Mladost Kula               |
| 1972./73. | NK Slavija Pleternica         |
| 1973./74. | NK Zvijezda Kaptol            |
| 1974./75. | NK Jakšić                     |
| 1975./76. | NK Jakšić                     |
| 1976./77. | NK Zvijezda Kaptol            |
| 1977./78. | NK Omladinac Sulkovci         |
| 1978./79. | NK Zvijezda Kaptol            |
| 1979./80. | ŠNK Papuk Velika              |
| 1980./81. | NK Dinamo Vidovci – Dervišaga |
| 1981.82.  | NK Mladost Kula               |
| 1982./83. | ŠNK Papuk Velika              |
| 1983./84. | NK Slavija Pleternica.        |
| 1984./85. | NK Slavija Pleternica         |
| 1985./86. | NK Omladinac Sulkovci         |
| 1986./87. | NK Dinamo Vidovci – Dervišaga |
| 1987./88. | NK Jakšić                     |
| 1988./89. | NK Dinamo Vidovci – Dervišaga |
| 1989./90. | NK BSK Buk                    |
| 1990./91. | NK Zvijezda Kaptol            |

Konačne tablice za sezone 1970./71., 1972./73. nisu kompletne.

## Osvojena prvenstva po klubovima
| Klub                          | Pobjednik | Godina                                                           |
| ----------------------------- | --------- | ---------------------------------------------------------------- |
| NK Slavija Pleternica         | 6         | 1961./62., 1963./64., 1965./66., 1972./73., 1983./84., 1984./85. |
| NK Jakšić                     | 5         | 1964./65., 1969./70., 1974./75., 1975./76., 1987./88.            |
| NK Zvijezda Kaptol            | 5         | 1962./63., 1973./74., 1976./77., 1978./79., 1990./91.            |
| ŠNK Papuk Velika              | 3         | 1968./69., 1979./80., 1982./83.                                  |
| NK Dinamo Vidovci – Dervišaga | 3         | 1980./81., 1986./87., 1988./89.                                  |
| NK Kutjevo                    | 2         | 1967./68., 1970./71.                                             |
| NK Mladost Kula               | 2         | 1971./72., 1981.82.                                              |
| NK Omladinac Sulkovci         | 2         | 1977./78., 1985./86.                                             |
| NK Zvečevo Slavonska Požega   | 1         | 1966./67.                                                        |
| NK BSK Buk                    | 1         | 1989./90.                                                        |